# Austrumi Linux
Az Austrumi ( „keleti”, Austrum Latvijas Linukss) egy névjegykártya méretű (a jelenlegi mérete 196MB) bootolható live CD Linux disztribúció. Slackware alapú. Létrehozója és karbantartója programozók egy lettországi team. A jelenlegi hivatalos kiadás: Austrumi Linux 2.2.9. Kevés rendszererőforrást igényel és elfut bármilyen Intel-kompatibilis, CD-ROM-al felszerelt rendszeren. Az egész operációs rendszer és az alkalmazások a memóriából futnak, így egy gyors rendszer tud egy gyöngébb gépen is futni.

## Jellemzők
- Leggyorsabb Linux disztribúció 3D támogatással Nvidia és Intel videókártyákhoz.
- Tartalmazza az összes szükséges alapprogramokat a munka- és szórakozáshoz.
- A modern felhasználói felület lett, orosz, angol, olasz, görög és magyar nyelven.
- Egyszerű boot CD-ről, Pendriveról vagy merevlemezről.
- Felkészítve kiszolgálókhoz és munkaállomásokhoz.

Sok csomagot tartalmaz – beleértve a grafikus szerkesztőket, irodai programcsomagot, hálózati eszközöket, Internet böngészőket, ftp-és e-mail klienseket, multimédia csomagokat, klasszikus játékokat és a rendszer eszközöket. Régebben – 1.2.0 kiadás előtt – az Openbox ablakkezelő volt az alapértelmezett. Az 1.2.0 kiadásban átváltottak az Enlightenment-re, majd az 1.5.0 kiadásban a Metacity ablakkezelőre. Jelenleg az alkalmazott  ablakkezelő az FVWM.

## Rendszerkövetelmények
- CPU - Intel-kompatibilis (Pentium2 vagy újabb);
- RAM - legalább 512 MB (ha 512 vagy kevesebb, akkor a bootolás: "al nocache" kernelparaméterrel ez is megoldható);
- HDD - nem szükséges;
- CD-ROM - bootolható CD-ROM meghajtó / USB 2.0 port